# Jim Browning
Jim Browning är ett internetalias för en London-baserad programvaruutvecklare, youtubare och grey hat-hackare från Nordirland, vars innehåll i första hand fokuserar på scam baiting och att exponera bedrägliga callcenters.

## Scambaiting
Browning började undersöka bedrägeri efter en släkting förlorade pengar till teknisk supportbedrägeri. Han har sedan dess genomfört undersökningar på flera callcenters genom att infiltrera datornätverk som drivs av bedragre som påstar sig vara tekniska supportexperter eller amerikanska IRS-agenter. Han gör detta genom att använda sig av fjärrskrivbordsprogramvara och social manipulation.